# Statens jordbruksnämnd
Statens jordbruksnämnd var en statlig svensk myndighet för pris- och marknadsreglering på jordbrukets och fiskets områden. Myndigheten inrättades 1934. Den var även ansvarsmyndighet för totalförsvarets civila del i fråga om livsmedelsförsörjningen. Myndigheten slogs 1 juli 1991 samman med Lantbruksstyrelsen till det nyinrättade Statens jordbruksverk.

## Generaldirektörer och chefer
- 1950–1957: Olof Söderström
- 1957–1960: Carl Henrik Nordlander
- 1960–1966: Robert Magnusson
- 1966–1977: Sven-Gösta Jonzon
- 1977–1989: Ingvar Lindström
- 1989–1991: Svante Englund